# Morningside Heights

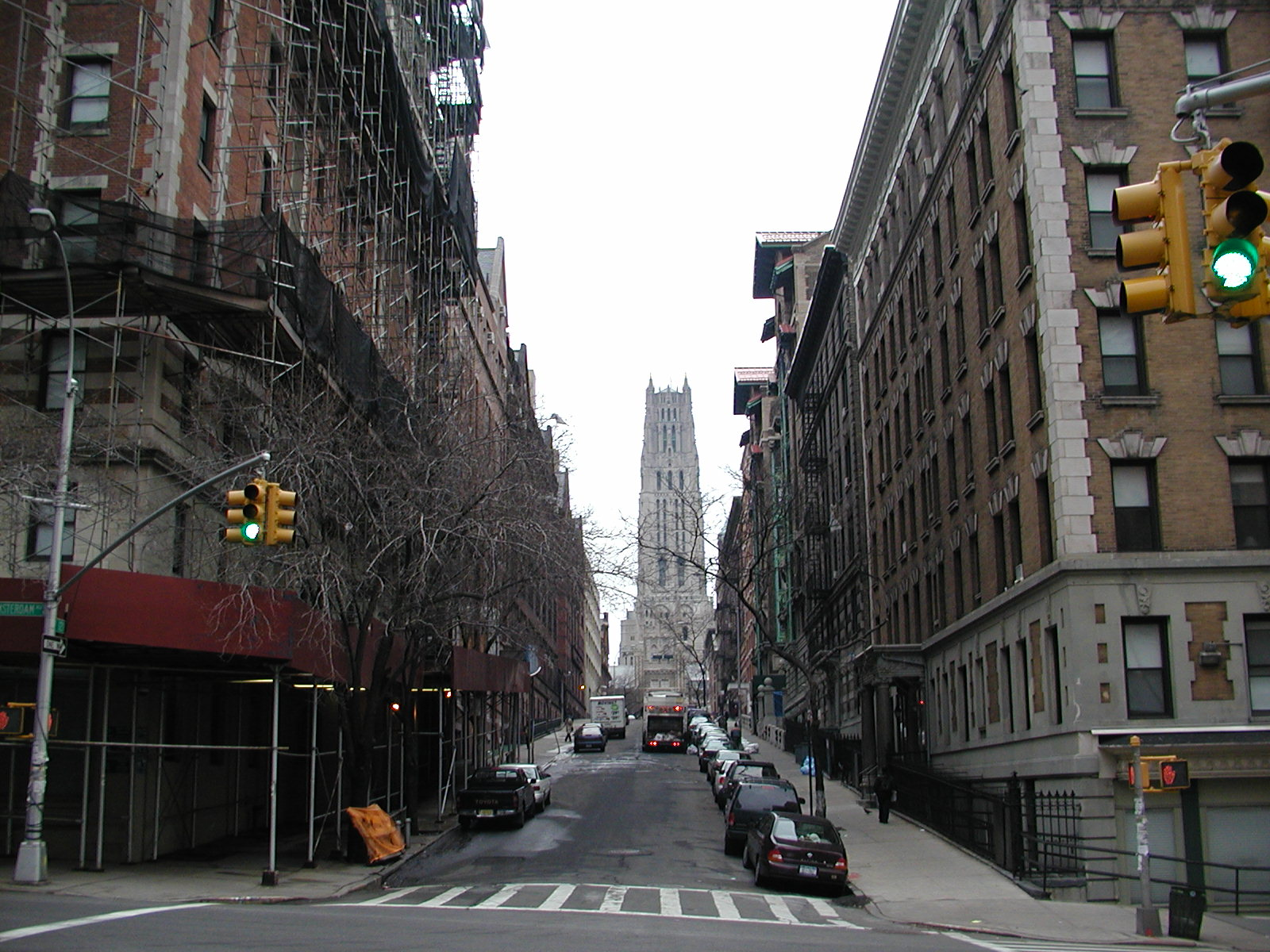
Oest del carrer 121 vist des d'Amsterdam Avenue amb la Riverside Church al fons.

Morningside Heights és un barri del borough de Manhattan a Nova York, entre l'Upper West Side i Harlem. El travessen dues avingudes principals, Broadway i Amsterdam, i el flanquegen dos parcsː Riverside Park i Morningside Park.
El barri és sobrenomenat Academic Acropolis, ja que es tracta d'un dels punts més elevats de Manhattan i s'hi concentren diverses institucions acadèmiques, principalment el campus de la Universitat de Colúmbia, que posseeix també altres immobles a la vora. S'hi troben igualment el Barnard College (reservat a les noies), l'Union Theological Seminary, el Jewish Theological Seminary, la Manhattan School of Music i el Bank Street College of Education.
La principal destinació turística és la catedral anglicana de Saint John the Divine, classificada pel llibre Guinness de Rècords com la catedral més gran del món. Aquest colossal edifici religiós, d'estil neogòtic, ha estat construït entre 1892 i la Segona Guerra Mundial. Està inacabat tot i una efímera represa dels treballs al voltant de 1990.
Altres edificis religiosos a destacar en aquesta mateixa zona són la Riverside Church, també d'estil neogòtic, i l'església catòlica romana de Notre Dame.
Destaca així mateix la presència del General Grant National Memorial, on és enterrat Ulysses S. Grant, 18è president dels EUA, i el St. Luke's Hospital, que forma part de la xarxa hospitalària Mount Sinai.
El lloc va ser l'escenari d'una important batalla, anomenada de les « Harlem Heights», el 16 de setembre de 1776, durant la Guerra d'Independència dels Estats Units.